# Taeniophora tenuipes
Taeniophora tenuipes är en insektsart som beskrevs av Marius Descamps och Christiane Amédégnato 1971. Taeniophora tenuipes ingår i släktet Taeniophora och familjen Romaleidae. Inga underarter finns listade i Catalogue of Life.